# 賀川記念館

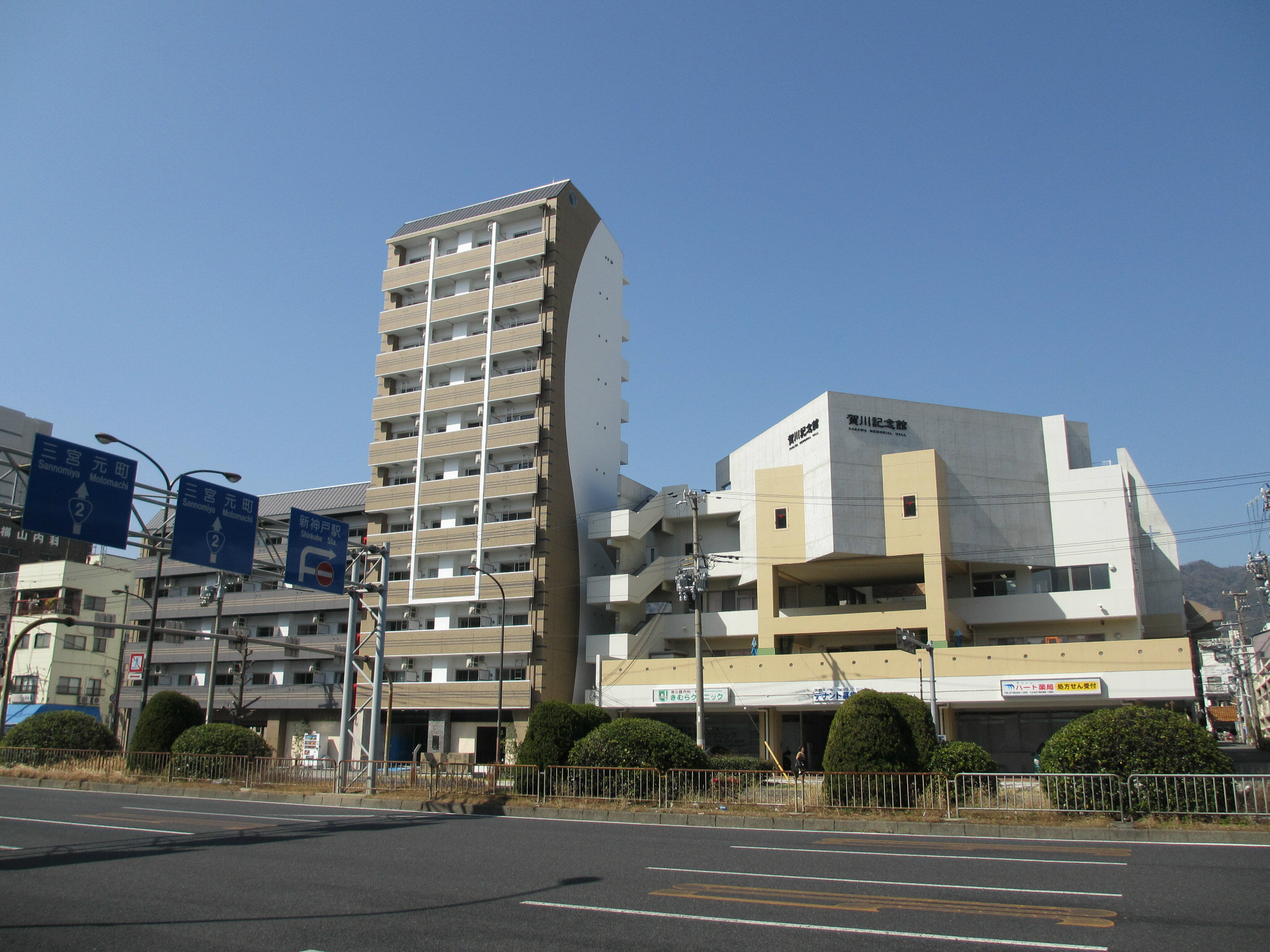
外観に特徴のある賀川記念館。4階が賀川記念館ミュージアム。1階はテナントが入居。

賀川記念館(かがわきねんかん)は、1909年に始められた賀川豊彦とその仲間たちによる働きと志を引き継ぎ、コミュニティセンターとして地域福祉に努め、平和を望み、共に生きる社会をつくることを目的として設置されたものである。

## アクセス
神戸市中央区吾妻通5-2-20
JR，阪急，阪神，地下鉄 三宮から徒歩15分
阪神 春日野道から徒歩7分
阪神バス 吾妻通4丁目 下車 西へ徒歩1分